# 中埜肇 (実業家)
中埜 肇（なかの はじむ、1922年3月31日 - 1985年8月12日）は、日本の実業家、プロ野球球団経営者。
阪神電気鉄道株式会社（以下、阪神電鉄）専務取締役鉄道事業本部長、阪神タイガース（以下、阪神）取締役社長を歴任した。球団社長在職中の1985年8月12日に発生した日本航空123便墜落事故により死去した。

## 来歴・人物
京都帝国大学工学専攻卒業後、1947年に阪神電鉄へ入社し、子会社の阪神土木工業専務・社長を経て、阪神電鉄専務取締役に就任。土木・技術畑出身で、阪神電鉄グループ関連の建築物以外にも、国内の大型建造物やレジャー施設の建設にも関与していた。
1984年10月、子会社であるプロ野球球団・阪神タイガースに出向し、球団社長へ就任した。元々野球のことはあまり詳しくなかったが、中埜は「タイガース（阪神）のことを知っておくのも本社役員としての任務」と考えており、球団社長就任後は家に帰れば必ず全テレビ局のスポーツニュースを視聴して、翌朝は全てのスポーツ新聞に目を通すなどして野球について猛勉強した。ホーム球場、ビジター球場を問わず頻繁に訪れ、かばんの中には常に応援歌『六甲おろし』の歌詞コピーを入れて「みんなに歌ってもらおう」と周囲の人に配布したりしていた。
球団内の事に関しては基本的に球団代表の岡崎義人に任せ、中埜自らは管理者に徹していた。また、ビジター球場（もしくは地方主催球場）にも自ら訪れて試合終了後に選手一人一人を労っていた。
福音派のクリスチャンだった。

### 事故前と当日
事故前々日の1985年8月10日から2日間、阪神が平和台球場で地方主催試合（対中日ドラゴンズ戦）を行った。この時は中埜も福岡に赴き、10日の試合後にはロッカールームに戻ってきた阪神の選手と握手を交わし、選手を労っていた。翌8月11日昼に帰阪した。
8月12日、当時の阪神電鉄社長で球団オーナーの久万俊二郎が、東京都千代田区霞が関の運輸省で行われる日本民営鉄道協会（民鉄協）の会議に所用で出席できなくなったことから、久万の代理として急遽中埜が出席することとなり、電鉄本社常務取締役の石田一雄と共に大阪（伊丹）発東京（羽田）行きの全日空（ANA）24便で東京へ移動した。
会議終了後、羽田発伊丹行きの日本航空（JAL）123便に搭乗。飛行中、日本航空123便墜落事故に巻き込まれ、群馬県多野郡上野村の高天原山山中で石田と共に死亡した。63歳没。奇しくもこの日には後に阪神タイガースの選手となる石川俊介が誕生している。
阪神の21年ぶりの優勝に先立つこと約2か月での死であった。事故報道の際に、一部のメディアから「中野肇」と誤って表記された。

#### 選手・関係者の反応
事故当日、前述した11日の平和台球場での主催試合（中日戦）を終えた阪神ナインは、13日から行われる後楽園球場での巨人戦に備え、中埜よりも遅れて東京入りしたが、この時にナインが搭乗した飛行機である福岡発羽田行きの日本航空366便の機体は「JA8119」で、東京（羽田）での折り返しの伊丹行きの便が中埜が搭乗することになる日本航空123便だった（当該項目参照）。阪神の選手は、都内の宿舎に到着して間もなく、中埜が日本航空123便に搭乗していたことが関係者から告げられた。
この便に中埜と石田の2人の取締役が搭乗していたことが判明し、阪神電鉄本社及び阪神球団の関係者は大きな衝撃を受けた。選手達も例外ではなく、翌日の巨人戦から6連敗を喫してセントラル・リーグ首位から陥落したが、「亡くなった社長のためにみんなで頑張ろうと、ナイン全員と首脳陣が誓い合った結果が再結束に繋がり、優勝に繋がった」と、後に吉田義男監督や掛布雅之、真弓明信、川藤幸三たちは語っている。
事故発生から4日後の8月16日、息子たちにより遺体が確認されたが、遺体の損傷が激しかったため歯型と着衣でようやく中埜の遺体であることが確認された。妻も中埜の遺体との対面を希望したが、先に遺体と対面した息子たちから「遺体は見ない方がいい」と止められ、結局最後まで遺体と対面する事はできなかったという。翌17日に、群馬県高崎市の斎場で荼毘に付された。
同日、広島市民球場での広島戦の試合前に両球団の選手・首脳陣全員による黙祷が行われ、スコアボード上の両球団旗を半旗にして試合を行った。8月31日、大阪府吹田市にある千里会館で中埜と石田の社葬が営まれ、阪神の選手たち及びバース、ゲイル含め全員がユニホーム姿で参列した。
10月16日、阪神が1964年以来21年ぶりのセ・リーグ優勝を果たした際、渡真利克則が試合終了の際に捕球したボールが中埜の霊前に手向けられた。自らの手でボールを届けたナインたちは、社長宅で嗚咽をもらしていたという。